# Paraplotes
Paraplotes es un género de escarabajos  de la familia Chrysomelidae. En 1933 Laboissière describió el género. Contiene las siguientes especies:
- Paraplotes antennalis Chen, 1942
- Paraplotes clavicornis Gressitt & Kimoto, 1963
- Paraplotes frontalis Laboissiere, 1933
- Paraplotes granulata
- Paraplotes indica Takizawa & Basu, 1987
- Paraplotes nepalensis Medvedev & Sprecher-Uebersax, 1998
- Paraplotes rugosa Laboissiere, 1933
- Paraplotes taiwana Chujo, 1963